# CHIE (タレント)
CHIE（ちえ、1991年12月20日 - ）は、日本の女性タレント、占い師、YouTuber、ジュエリープロデューサー。群馬県出身。ワタナベコメディスクール14期生。元ワタナベエンターテインメント所属。
2022年2月22日に一般男性との結婚を発表。

## 来歴・人物
14歳の時に交通事故の後遺症による頭痛から意識不明となり、「脳の海馬損傷・全生活史健忘症」と診断され、記憶喪失に陥ったと主張している。この日から、人のオーラが見えたり、亡くなった人の霊を見るようになったと自称している。テレビでさまざまな芸能人のオーラの鑑定や占いを行っている。
「スピリチュアル女子大生」と称してテレビに出演していた。ある日、自分も出演したあるお笑いライブで、芸人30組の順位予想をしたら全部的中し、事務所はそこに目を付け、スピリチュアルタレントへの転身を命じたと主張している。ワタナベコメディスクール・ワタナベエンターテインメントに入った理由は、同じ事務所に所属するイモトアヤコに憧れたことだったという。
特技は霊視、ダンス、手話、打楽器、バルーンアート。
2023年3月31日をもってワタナベエンターテインメントとの専属契約を終了。

## 出演

### テレビ
- 芸人報道（日本テレビ）
- お願い!ランキング（テレビ朝日）
- ウソでっしゃろ!?TV（フジテレビ） - 2012年9月26日
- 森田一義アワー 笑っていいとも!（フジテレビ）
- イカさま☆タコさま（TBSテレビ）
- 有吉ジャポン（TBSテレビ）
- よるべん（TBSテレビ） - 2013年2月8日
- おしかけスピリチュアル（テレビ東京）
- くだまき八兵衛（テレビ東京）
- ミュージャック（関西テレビ）
- run for money 逃走中（フジテレビ）
- ライオンのごきげんよう（フジテレビ） - 2013年6月24日

### ネット配信
- WEッス！(アメーバスタジオ)2014年5月

- 原宿パーティー７(アメーバスタジオ)2015年10月

- LoGiRL CHIEのスピログ！(テレビ朝日配信動画) 2015年11月

- 原宿パーティー９(アメーバスタジオ)2016年4月

- いま、好きな人いる？（ABEMA）2022年1月2日〜

## 著書
- スピリチュアル女子大生CHIEのびはっぴ〜のススメ（角川マガジンズ、2013年9月）

- スピリチュアルCHIEの運命オーラ診断（KADOKAWA、2015年8月）

- この世界の私をそこから見たら（講談社、2017年9月）